# Pupina pfeifferi
Pupina pfeifferi é uma espécie de gastrópode da família Pupinidae.
É endémica da Austrália.